# Shūrāb-e Ḩājjī
Shūrāb-e Ḩājjī (persiska: حاجّی شوراب, شوراب, شوراب حاجی) är en ort i Iran.   Den ligger i provinsen Kurdistan, i den nordvästra delen av landet, 300 km väster om huvudstaden Teheran. Shūrāb-e Ḩājjī ligger 1 791 meter över havet och antalet invånare är 484.
Terrängen runt Shūrāb-e Ḩājjī är huvudsakligen platt, men söderut är den kuperad.Runt Shūrāb-e Ḩājjī är det ganska tätbefolkat, med 58 invånare per kvadratkilometer. Närmaste större samhälle är Qorveh, 18,0 km sydost om Shūrāb-e Ḩājjī. Trakten runt Shūrāb-e Ḩājjī består i huvudsak av gräsmarker.